# Port de la Tournelle
Ne doit pas être confondu avec Quai de la Tournelle.
Le port de la Tournelle est une voie située le long de la Seine dans le quartier Saint-Victor du 5e arrondissement de Paris. Il ne doit pas être confondu avec le quai de la Tournelle situé au niveau supérieur et non sur berge.

## Situation et accès
Le port de la Tournelle, long de presque 500 mètres, longe la Seine entre le pont de Sully et celui de l'archevêché. Il passe sous une arche du pont de la Tournelle.

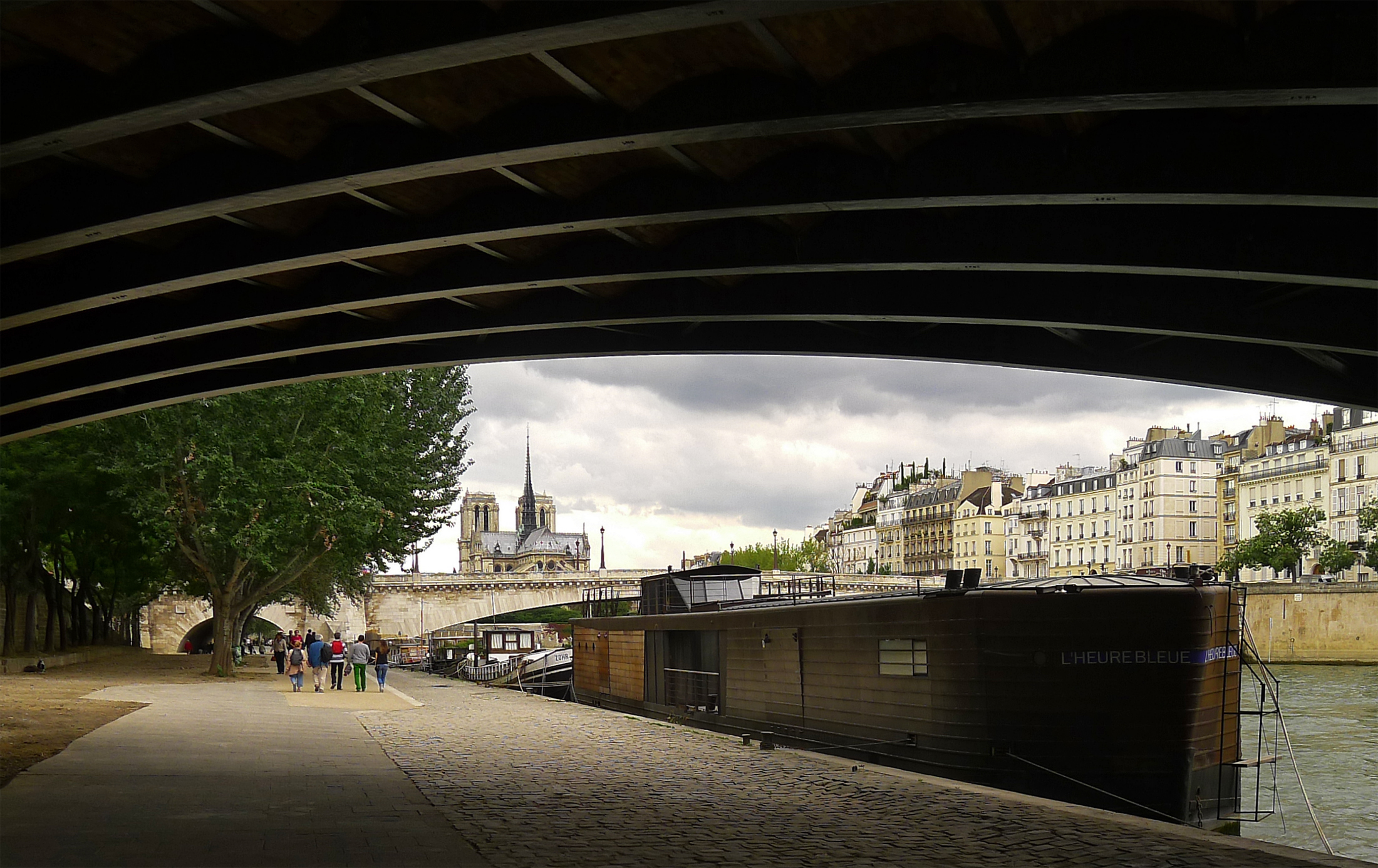
Le port de la Tournelle vu depuis le pont de Sully en direction de Notre-Dame.
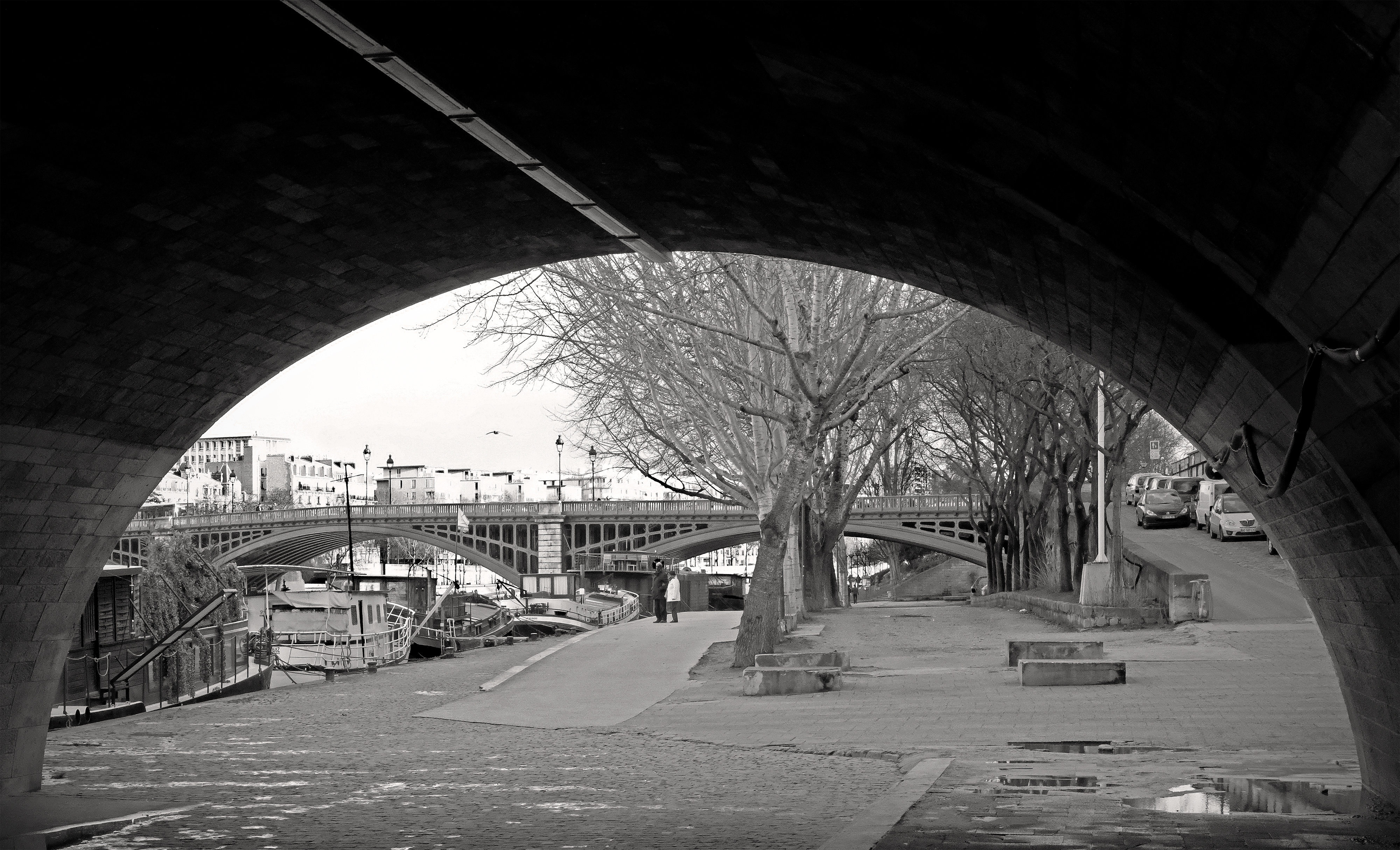
Le port de la Tournelle vu depuis le pont éponyme en direction du pont de Sully.
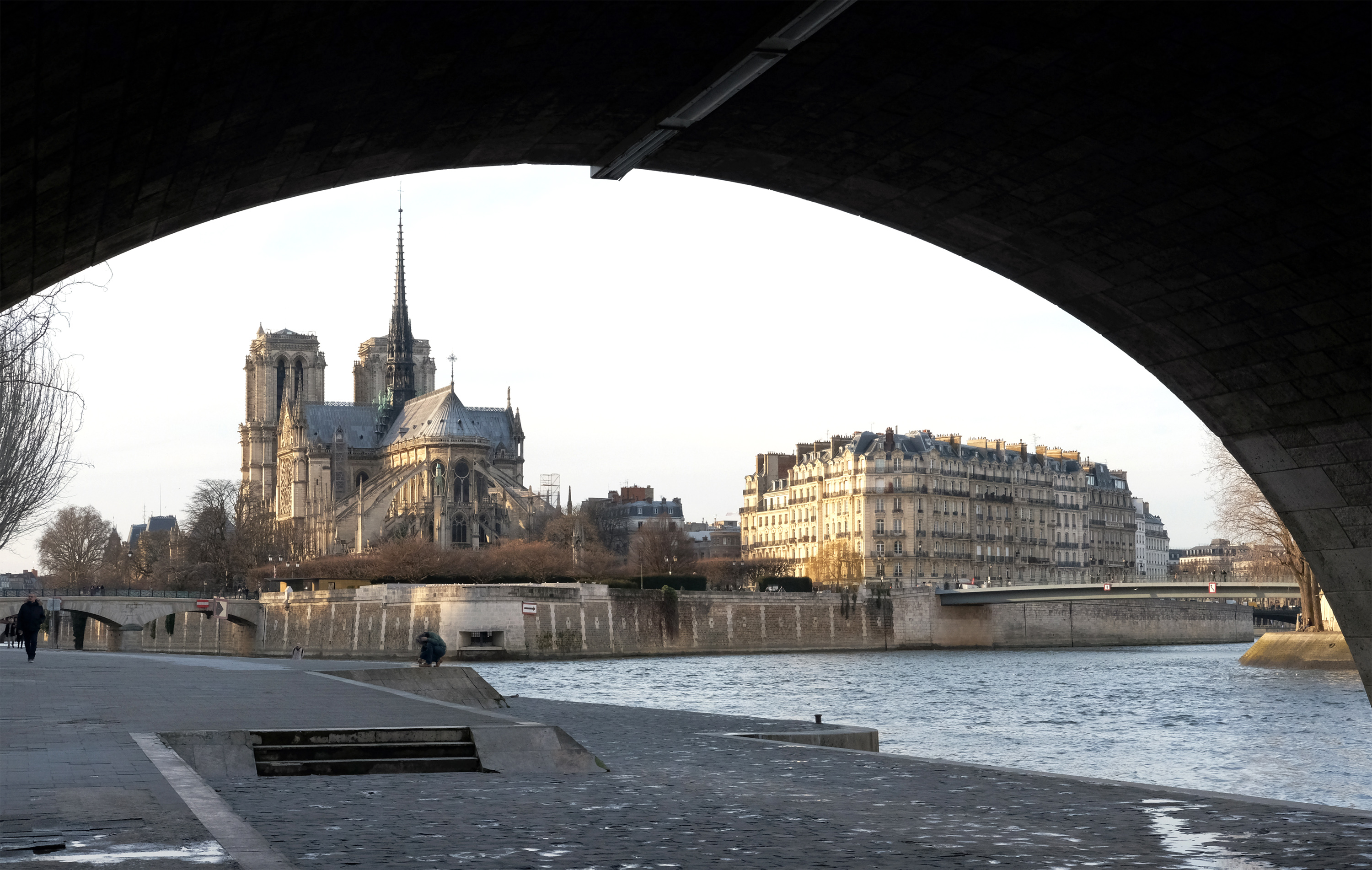
Île de la Cité vue depuis le port de la Tournelle.

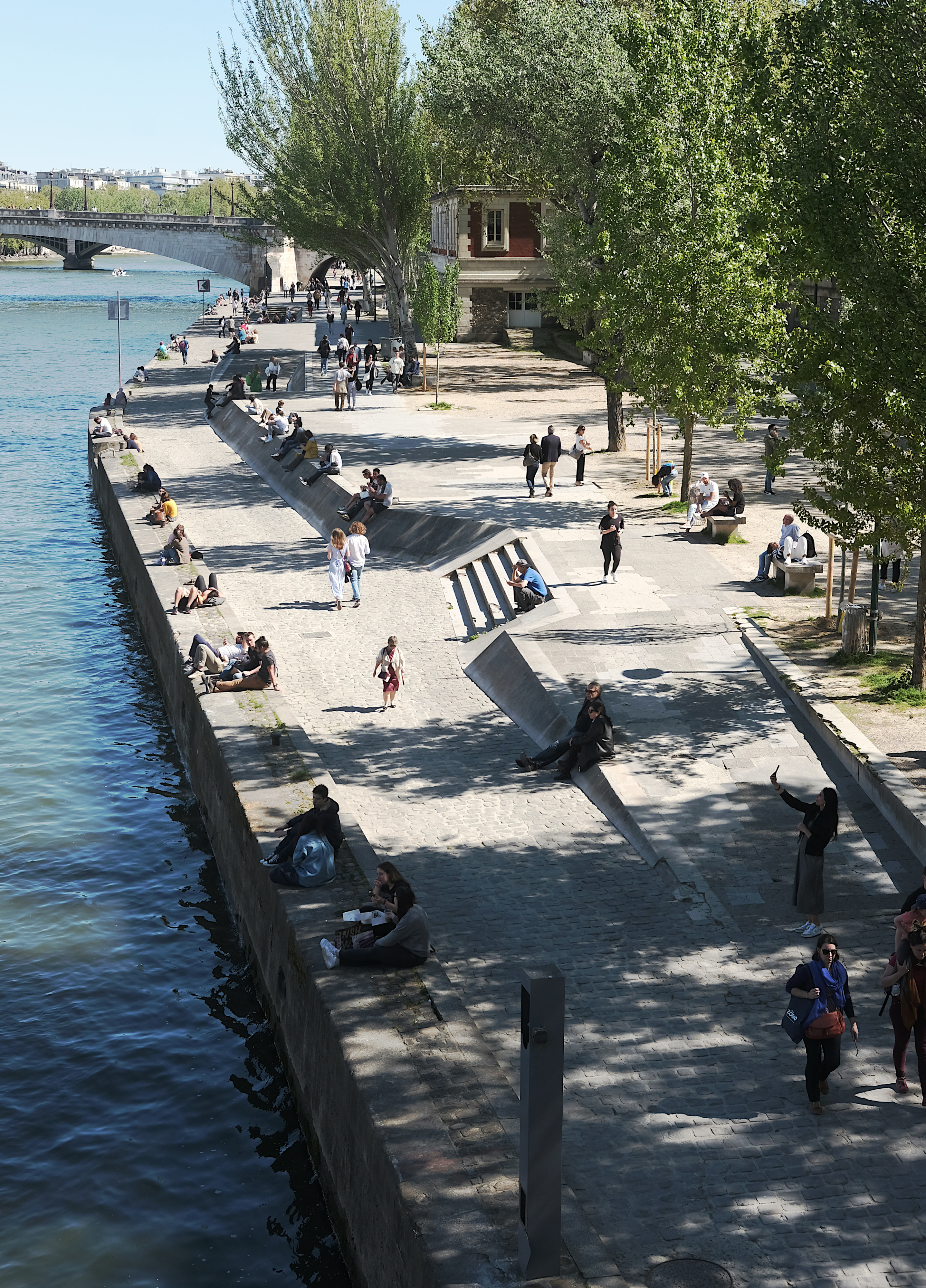
Port de la Tournelle.

Avec les aménagements récents ce lieu est devenu un endroit fréquenté par les promeneurs, touristes et parisiens, qui profitent des berges de la Seine pour flâner, se reposer, ou pique-niquer.
Ses quais, entre le pont de Sully et celui de la Tournelle, permettent le stationnement de bateaux. La vue dégagée sur l'île de la cité qui lui fait face en fait un lieu privilégié pour les photographes et les séances photos de nombreux mariages. Et comme de nombreux quais de la Seine, le port de la Tournelle est régulièrement inondé en hiver.

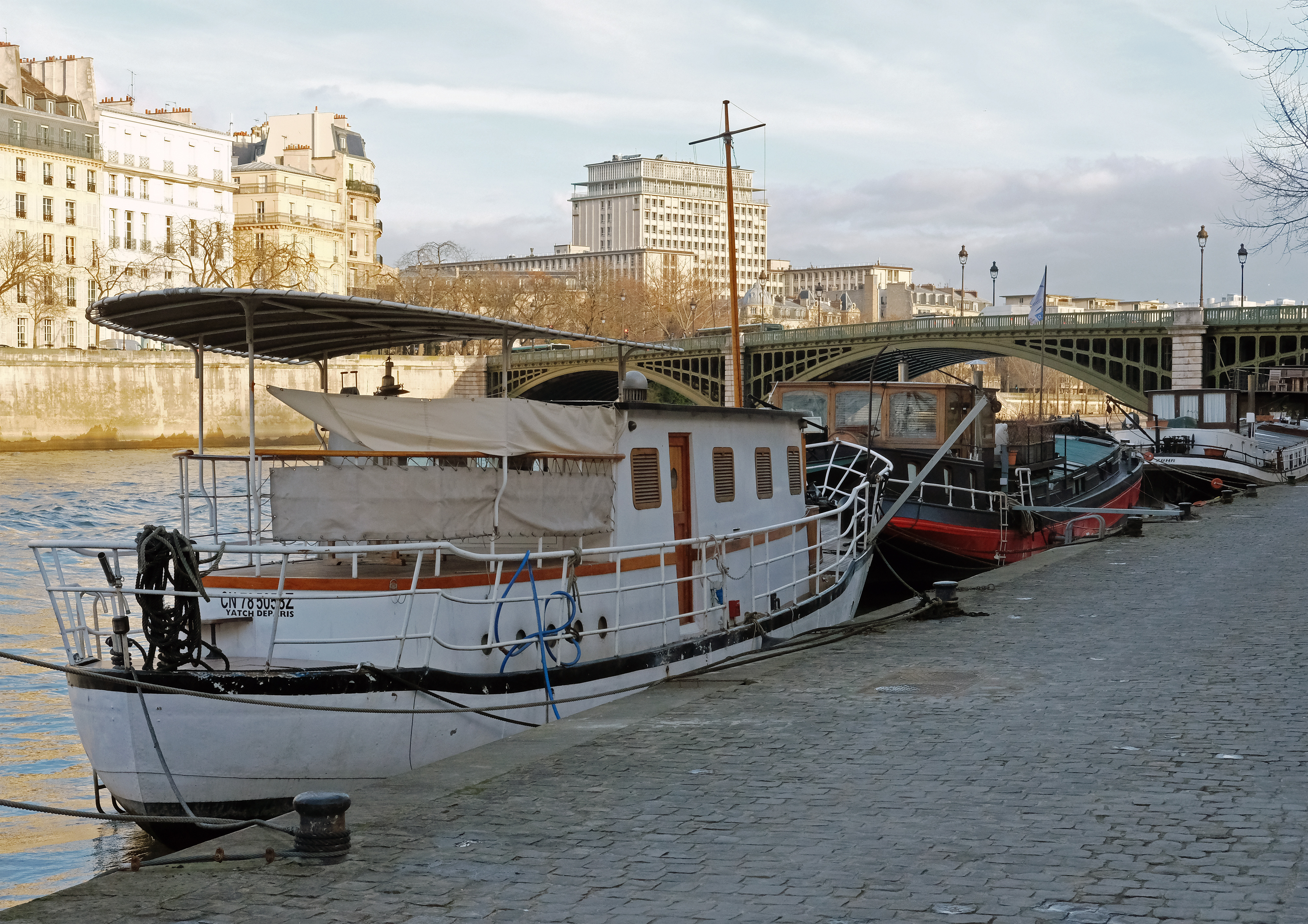
Bateaux amarrés au quai.
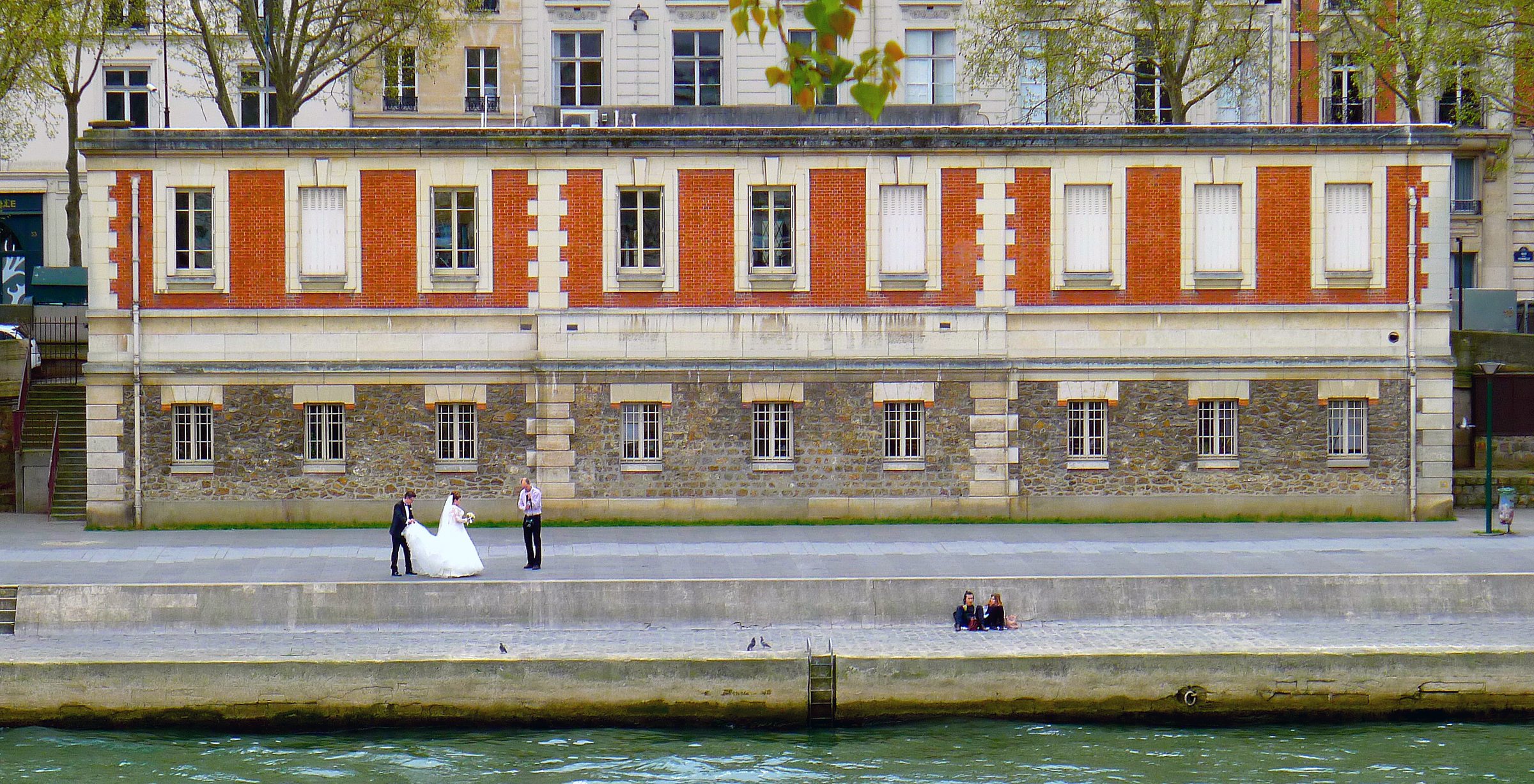
Séance photos sur le port de la Tournelle devant des locaux du port autonome de Paris.
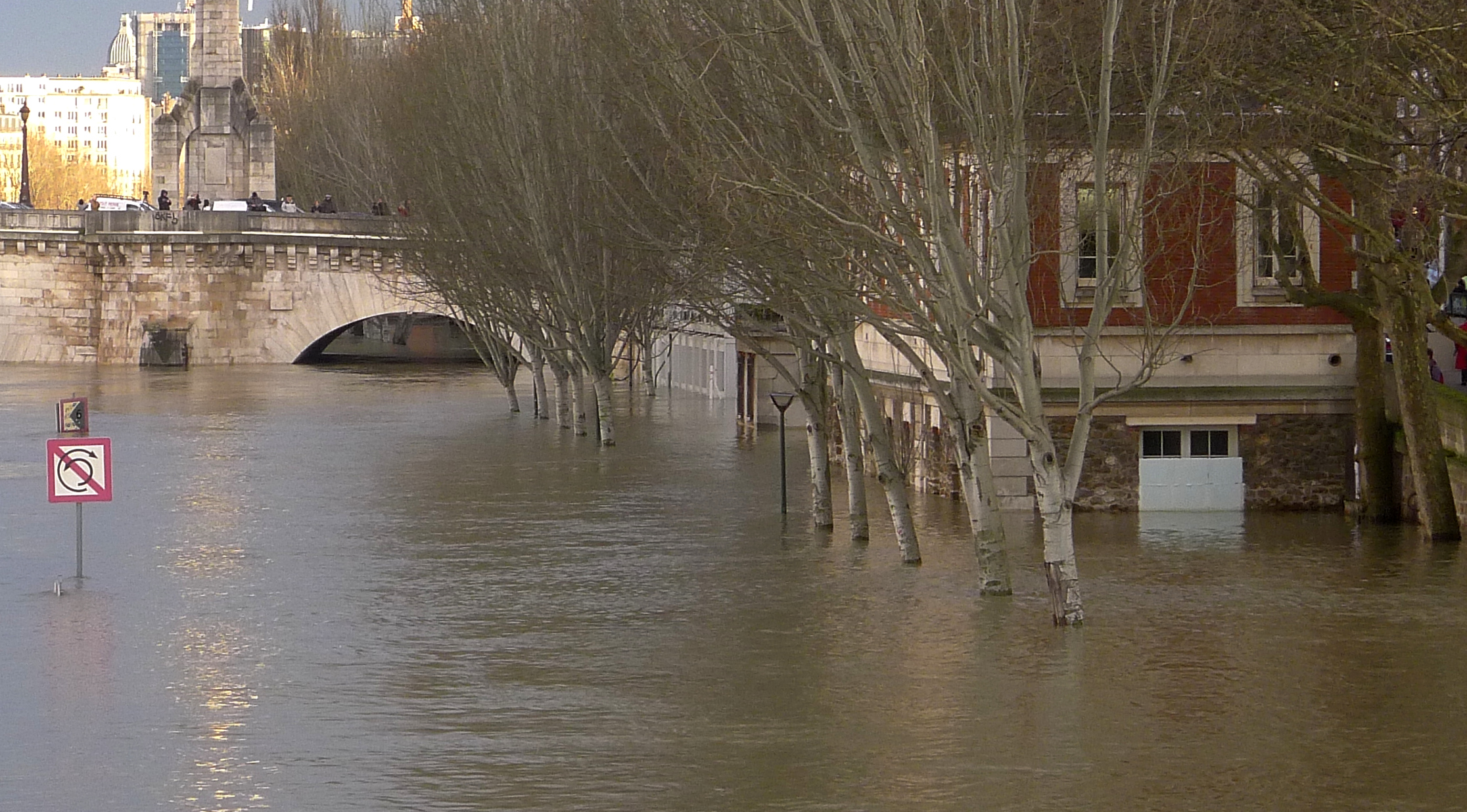
Port de la Tournelle inondé (inondation de janvier 2018).

Le port de la Tournelle est desservi par la ligne 10 à la station Maubert - Mutualité.

## Origine du nom
Le terme de « tournelle » provient de la présence en cet endroit au XIIe siècle d'une tourelle de l'enceinte de Philippe Auguste remplacée par la suite par un petit château.
La porte Saint-Bernard se trouvait au sud de ce château.

## Historique
Anciennement nommée « port aux Tuiles » puis « port aux Bois », cette voie sur berge de Seine est essentiellement liée à l'activité fluviale de déchargement des marchandises autrefois et de stationnement plus ou moins permanent de navires, le plus souvent des péniches, depuis le milieu du XXe siècle. En 1905, le port Saint-Bernard compris entre le pont de Sully et le pont de la Tournelle est intégré au port de la Tournelle.

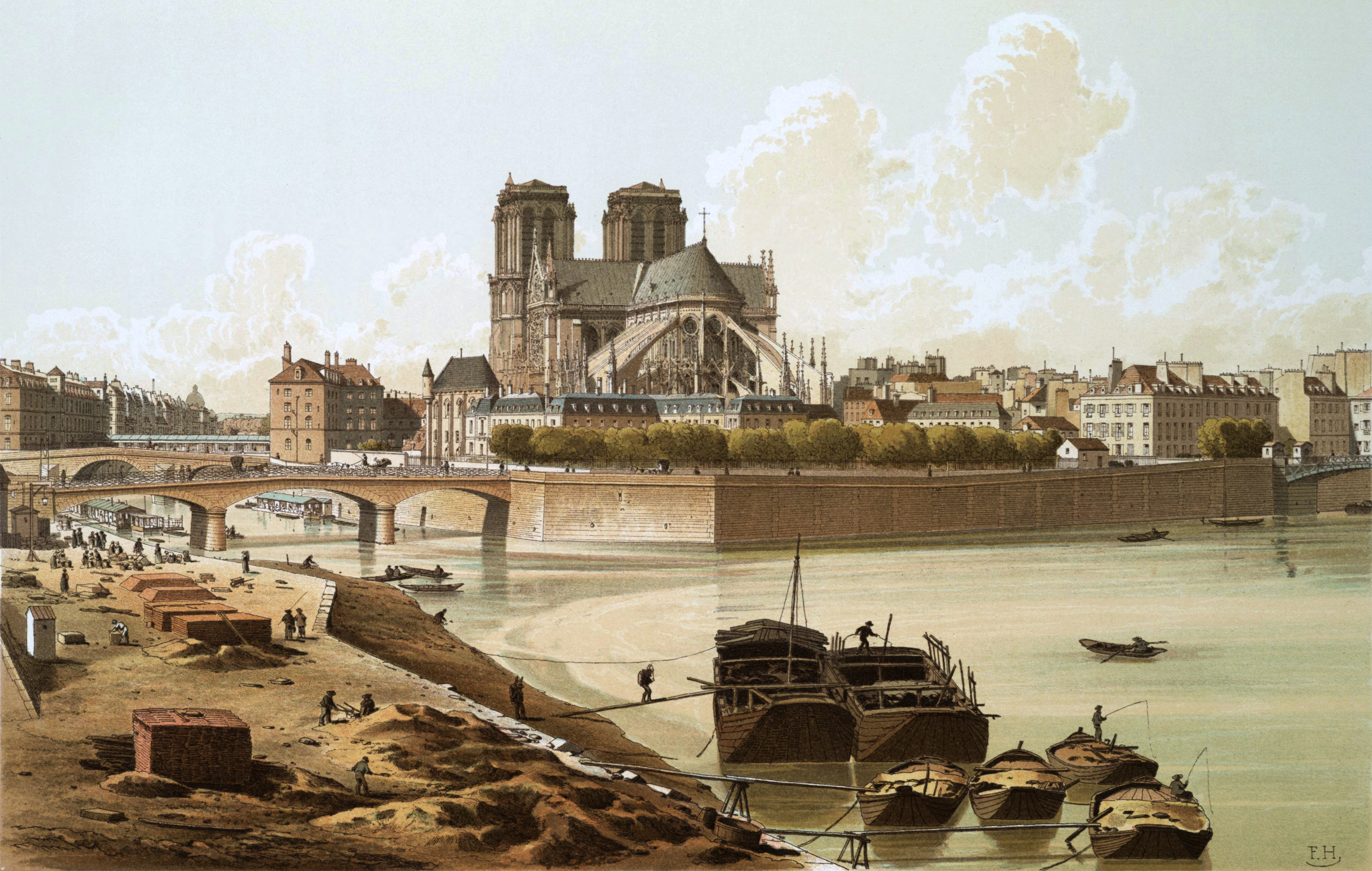
Port de la Tournelle, en 1830, par Theodor Hauffbauer.
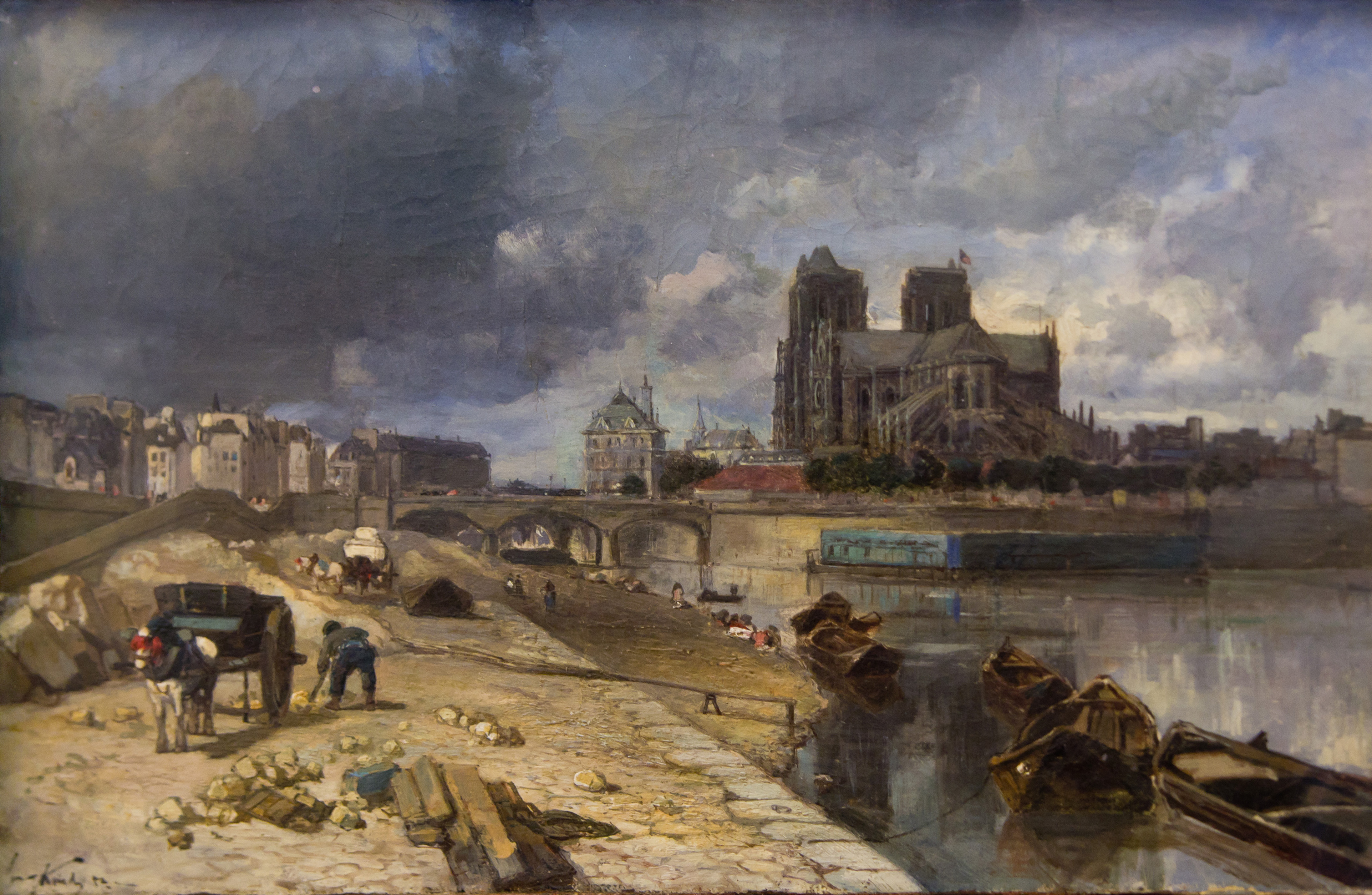
Paris, Notre-Dame vue du quai de la Tournelle, par Johan Barthold Jongkind (coll. Petit Palais), montrant le site du port de la Tournelle en 1852.
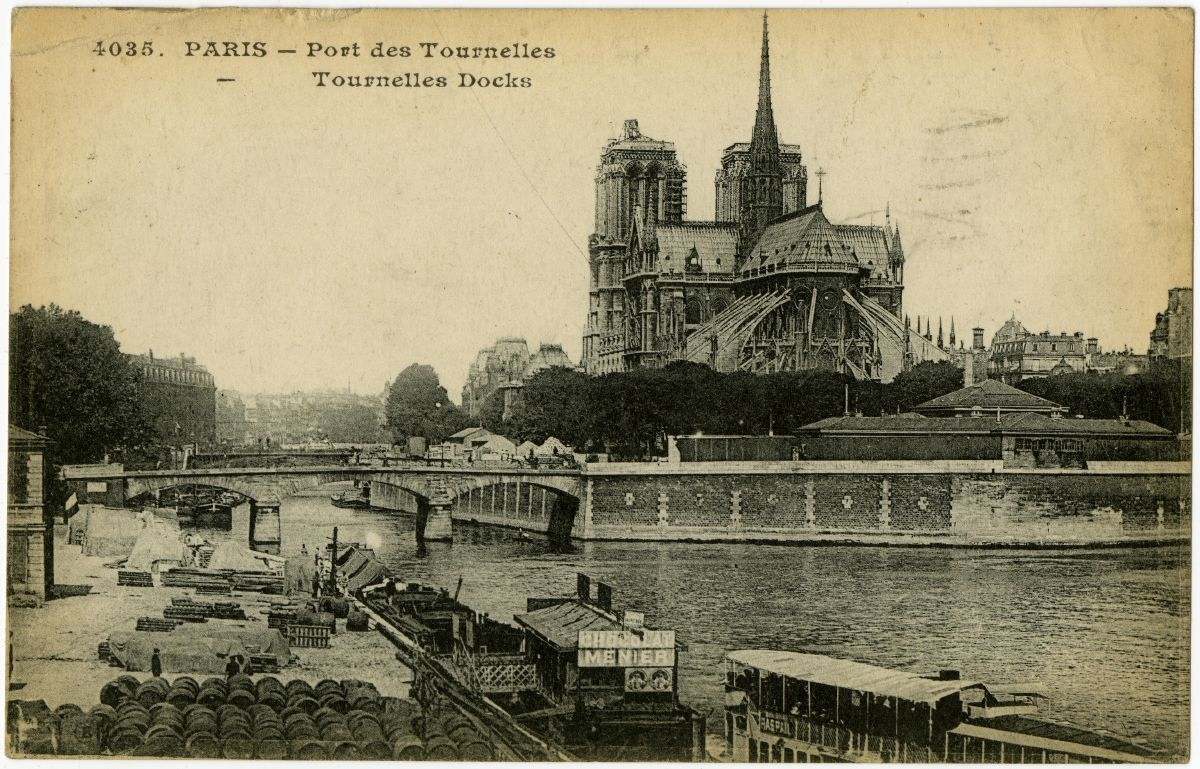
Le port de la Tournelle vers 1916.

## Cinéma
- Le lieu a servi, en mai 2018, pour le tournage du long métrage de Wagner de Assis (pt) Kardec[2].